# محول هاتف بروتوكول الإنترنت
محول هاتف بروتوكول الإنترنت (بالإنجليزية: Telephone VoIP adapter) أو اختصارًا VoIP ATA - Analog Telephone Adapter) هو جهاز يُستخدم لتحويل الإشارات الصوتية القادمة من الهواتف التناظرية (العادية) إلى إشارات رقمية يمكن نقلها عبر شبكة الإنترنت باستخدام بروتوكول الإنترنت (IP).
يُسمى أيضًا محول الهاتف الرقمي، يربط أجهزة هاتف التبادل الفرعي الرقمي الخاص بشبكة بروتوكول نقل الصوت عبر الإنترنت باستخدام بروتوكول بدء الجلسة.
يقوم محول الهاتف التناظري بتحويل منفذ الهاتف التناظري إلى شبكة بروتوكول نقل الصوت عبر الإنترنت.
أنتجت بعض الشركات المصنعة للإتصالات مبادلات هجينة، مع عناصر تشبه عناصر محول الهاتف الرقمي تدعم هواتف بروتوكول الأنترنت، ولديها أيضًا وحدات أو بطاقات تسمح بالاتصال بالهواتف الرقمية.
سواء نشر محول الهاتف الرقمي مستقل أو هاتف التبادل الفرعي الرقمي الخاص، فإن الهدف هو الحفاظ على الاستثمار في قاعدة مثبتة من الهواتف، وإزالة الحاجة إلى تثبيت البنية التحتية لشبكة إيثرنت.

### الوظيفة الأساسية
يُستخدم محول VoIP لربط هاتف تقليدي (ذو مقبس RJ-11) بشبكة الإنترنت، بحيث يمكن إجراء واستقبال المكالمات الصوتية عبر خدمات الصوت عبر بروتوكول الإنترنت (VoIP) مثل Skype، Google Voice، أو خدمات الشركات مثل Vonage أو Cisco CallManager.

### مكونات ومنافذ VoIP Adapter الشائعة:
1. منفذ RJ-11: لتوصيل الهاتف العادي.
2. منفذ RJ-45 (إيثرنت): لتوصيل الجهاز بشبكة الإنترنت أو الراوتر.
3. منافذ طاقة ومؤشرات ضوئية: لمراقبة الاتصال والحالة التشغيلية.

### مميزات استخدام VoIP Adapter:
- الاستفادة من تكلفة المكالمات المنخفضة عبر الإنترنت.
- الاستمرار في استخدام الهواتف العادية بدلاً من شراء هواتف IP جديدة.
- دعم بعض المحولات لعدة خطوط أو منافذ هاتفية.

### استخدامات شائعة:
- في المنازل للاتصال منخفض التكلفة عبر الإنترنت.
- في الشركات التي تريد الانتقال إلى VoIP دون استبدال جميع الأجهزة.
- في أنظمة السنترالات الرقمية الحديثة.

إذا أردت معلومات تقنية أعمق أو طريقة الإعداد، يسعدني مساعدتك.

### مقالات ومراجع تقنية
- ويكيبيديا – محول هاتف بروتوكول الإنترنت (بالإنجليزية):   مقالة شاملة تشرح كيفية عمل المحول، أنواعه، البروتوكولات المدعومة مثل SIP وH.323، وكيفية توصيل الهواتف التناظرية بشبكات VoIP.   https://en.wikipedia.org/wiki/Analog_telephone_adapter
- ويكيبيديا – محول هاتف بروتوكول الإنترنت (بالإنجليزية):   مقالة تتناول الأجهزة التي تربط الهواتف الرقمية بشبكات VoIP، مع التركيز على PBX الرقمية.   https://en.wikipedia.org/wiki/Telephone_VoIP_adapterWikipedia

### 🛒 متاجر توفر محولات VoIP
- Amazon – VoIP Telephone Adapters:   مجموعة متنوعة من محولات VoIP من علامات تجارية مختلفة.   https://www.amazon.com/VoIP-Telephone-Adapters/b?ie=UTF8&node=288333011
- VoIP Supply – VoIP Adapters:   تشكيلة واسعة من محولات VoIP المناسبة للاستخدام المنزلي أو التجاري.   https://www.voipsupply.com/voip-adapters
- Grandstream – Analog Telephone Adaptors:   محولات هاتف تناظري موثوقة تُستخدم على نطاق واسع من قبل مزودي الخدمة.   https://www.grandstream.com/products/gateways-and-atas/analog-telephone-adaptors
- Cisco – ATA 190 Series Analog Telephone Adapters:   محولات هاتف تناظري من سلسلة ATA 190 من Cisco.   https://www.cisco.com/c/en/us/products/unified-communications/ata-190-series-analog-telephone-adapters/index.htmlUbiquiti Store+5Cisco+5Nextiva+5

### 🎥 فيديو توضيحي
- YouTube – VoIP ATA (Analog Telephone Adapter) - Features & How to Choose:   فيديو يشرح ميزات محولات VoIP وكيفية اختيار الأنسب منها.   https://www.youtube.com/watch?v=m9zyRqNf0yk